# Giez (Haute-Savoie)
Pour les articles homonymes, voir Giez.
Giez (se prononce Gié) est une commune française située dans le département de la Haute-Savoie, en région Auvergne-Rhône-Alpes.
Commune rurale située sur les contreforts septentrionaux du massif des Bauges, dans la vallée de Faverges, elle comptait 569 habitants en 2022. Son histoire se confond avec la famille seigneuriale des Chevron Villette, dont des membres vivent toujours au château. Au XIXe siècle, sous l'impulsion des comtes, les habitants utilisent leur ressource sylvicole pour mettre en place des hauts fourneaux exploitant le fer des environs. Plus récemment, la commune rurale s'est tournée vers le tourisme en aménageant un golf. Elle fait partie de la communauté de communes des Sources du Lac d'Annecy.

## Géographie

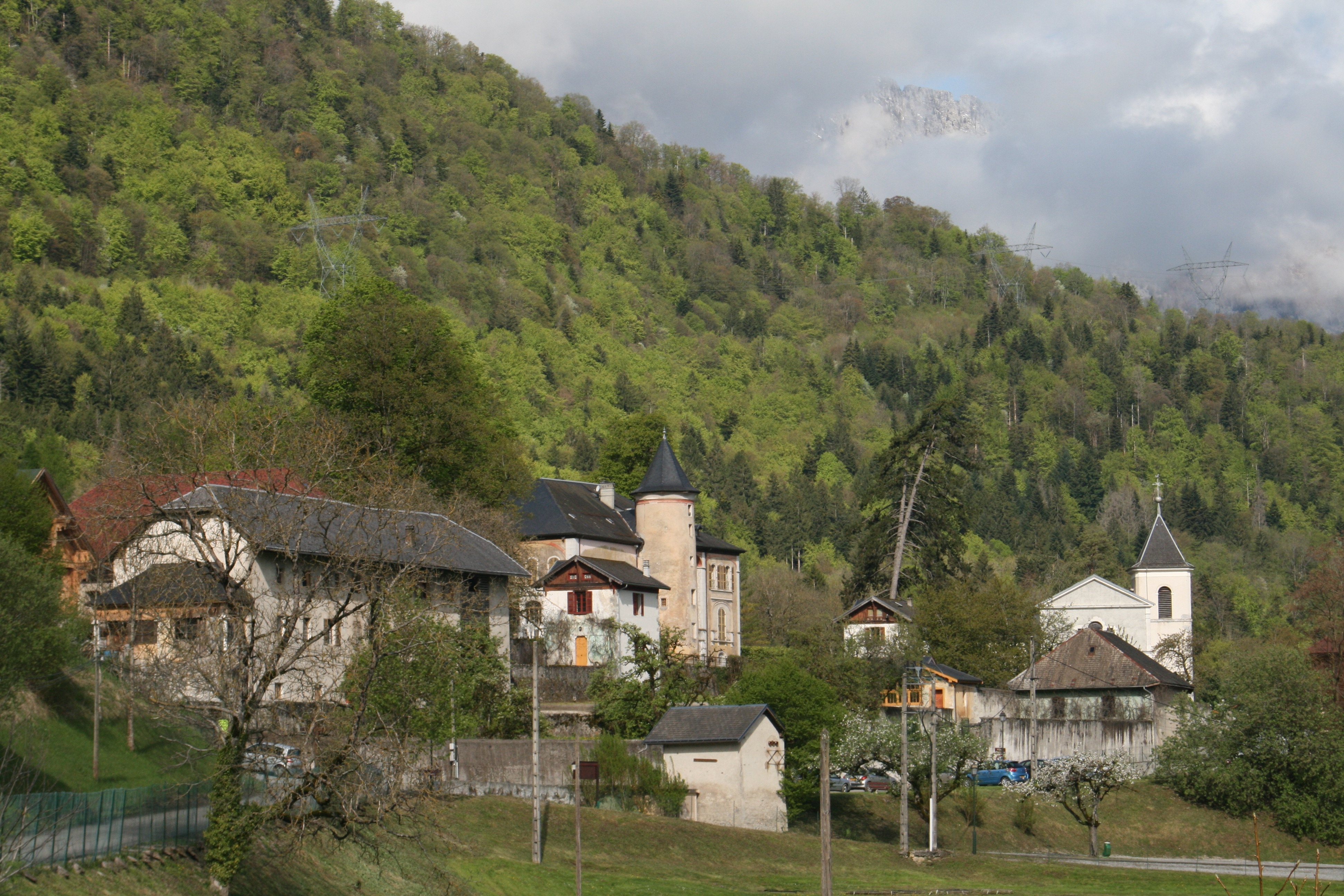
Vue du Vieux Giez.

### Localisation
Le territoire communal de Giez se situe dans la partie sud du département de la Haute-Savoie en région Auvergne-Rhône-Alpes, partiellement au contact avec le département de la Savoie, sur sa limite sud.
Les 1 265 ha du village de Giez se développent sur deux cônes de déjection débouchant sur une vallée située en amont de la cluse et du lac d'Annecy, appelée vallée de Faverges. En altitude, les montagnes de La Motte et la Servaz, dit La Sarve, qui appartiennent au massif des Bauges. La vallée — ou plus couramment le pays de Faverges —  à laquelle appartient le village de Giez est un élément d'un ensemble plus vaste qui est le bassin annécien.
À vol d'oiseau, la ville se situe à 3,9 km à l'ouest de Faverges-Seythenex, le chef-lieu de canton et à 19,4 km au sud-est d'Annecy, la préfecture du département. Les autres principales villes se trouvent dans le département voisin de la Savoie, au sud-est, pour Albertville à 14 km ou en Suisse avec Genève, au nord-ouest à environ 50 km.
| - OpenStreetMap Limite communale |

Le chef-lieu de commune est localisé par l'Institut national de l'information géographique et forestière à la longitude 6° 14′ 51″ est et à la latitude 45° 45′ 10″ nord.

### Communes limitrophes

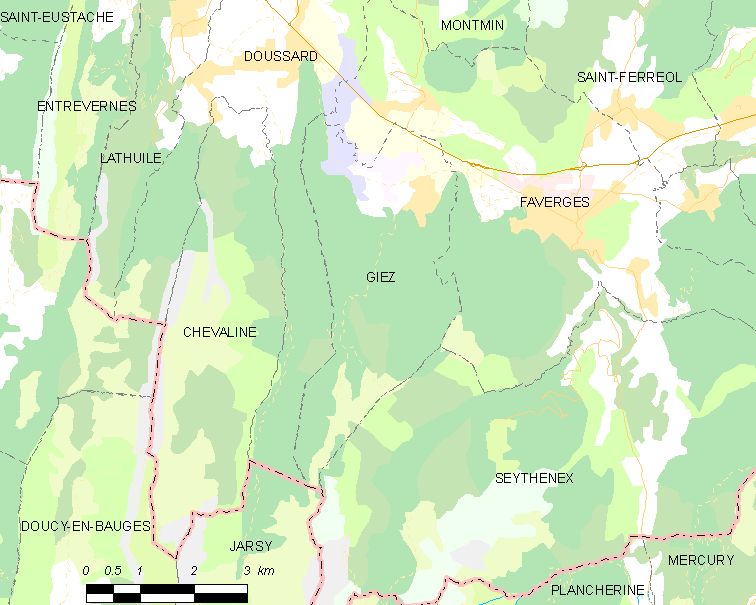
Giez et les communes voisines.

Giez est entourée par peu de communes. Du nord au sud et d'est en ouest, elle possède des limites au nord et à l'est avec la ville et le territoire de Faverges, puis Seythenex, au sud, dans le massif des Bauges, Jarsy, commune du département voisin, la Savoie, et sur sa partie ouest la commune de Doussard.

### Relief et géologie

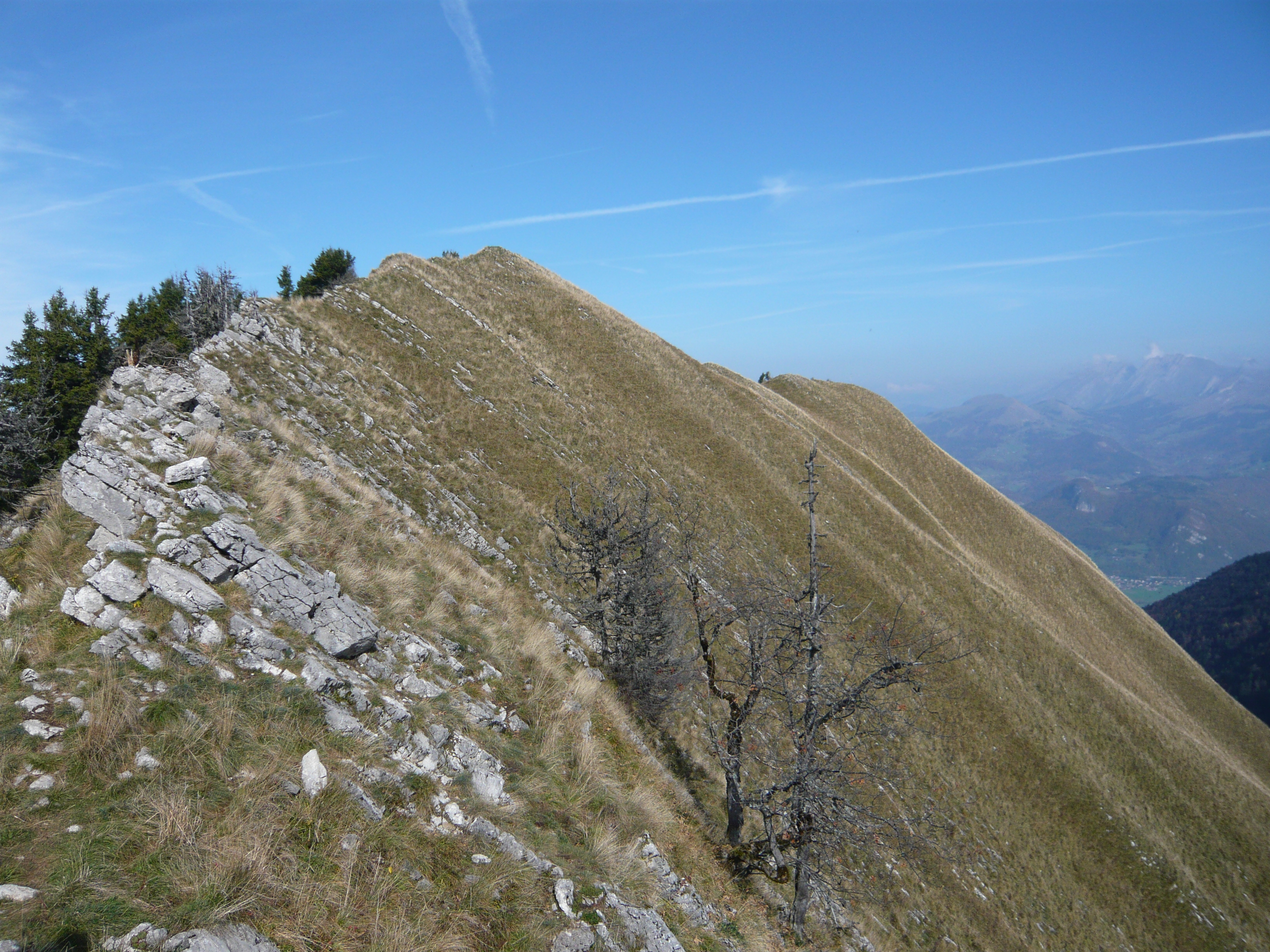
La pointe de Vélan (1784 m).

La commune de Giez s'est installée en contrebas de deux synclinaux berriasiens empruntés par les ruisseaux de Nant Contiat et de Rovagny, à l'origine de deux cônes de déjection débouchants sur la vallée de Faverges. Cette vallée ou bassin correspond à un pli réalisée par la trouée glaciaire d'Annecy-Ugine, que l'on appelle parfois pour cette section « trouée de Faverges ».
Surplombant l'ensemble, La Serve ou La Servaz, dit localement La Sarve, marque l'existence de la faille d'Arcalod, séparant au nord une arête qui plonge de la pointe de Vélan (1 784 m) jusqu'à la plaine, marquant un écrou entre les plaines de Giez et de Doussard, et au sud la montagne de La Motte. L'ensemble appartient au Bauges.

### Hydrographie

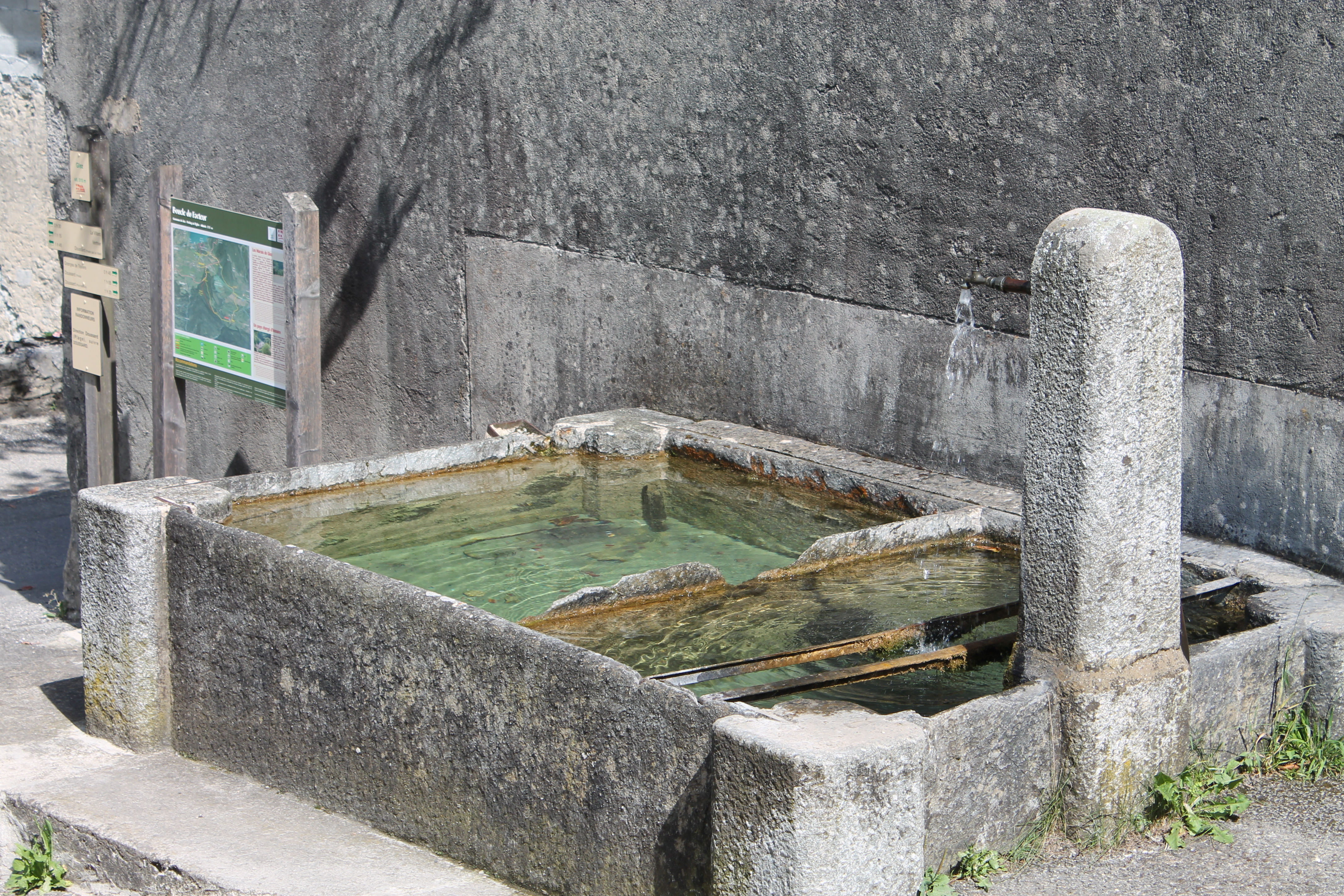
Bassin sur le chemin du château.

La plaine de Giez est parcouru par l'Eau Morte, un torrent qui prend sa source au col d'Alpettaz, sur la commune de Seythenex, puis traverse la commune de Faverges avec pour nom le Saint-Ruph avant de prendre le nom d'Eau Morte au niveau du village de Mercier (commune de Faverges) en raison de l'assagissement des eaux. À Giez, il est alimenté par les nants (ruisseaux) de Contiat, de l'Adduit ou de Rovagny et de Crevé.
La plaine de Giez est marquée par des zones humides appelées les « Marais de Giez », qui sont des « espaces protégés et gérés » depuis 1990 et intégrés au site Natura 2000 de la « Cluse du lac d'Annecy », reconnu par l'Inventaire national du patrimoine naturel (INPN),,.

### Climat
La situation de Giez se trouve dans un climat continental montagnard caractérisé par une humidité marquée. Les données utilisées par Météo-France pour caractériser le climat local reprennent celles de la station météorologique de référence, située à Chambéry (située à environ 35 km au sud-ouest, de l'autre côté du massif des Bauges, à une altitude de 235 m), relevées sur la période 1981-2010. Du fait de la localisation, les hivers y sont plus froids et neigeux que ceux observés dans l'avant-pays, comme à Chambéry, et la saison estivale douce avec parfois des épisodes orageux. Les intersaisons (avril et octobre) sont aussi en moyenne plus humides.
L'amplitude thermique est proche de celle observée pour la ville d'Annecy, 20,7 °C.
| Ville             | Ensoleillement | Pluie     | Neige    | Orage    | Brouillard |
| ----------------- | -------------- | --------- | -------- | -------- | ---------- |
| Paris             | 1 797 h/an     | 642 mm/an | 15 j/an  | 19 j/an  | 13 j/an    |
| Nice              | 2 694 h/an     | 767 mm/an | 1 j/an   | 31 j/an  | 1 j/an     |
| Strasbourg        | 1 637 h/an     | 610 mm/an | 30 j/an  | 29 j/an  | 65 j/an    |
| Giez              | ... h/an       | ... mm/an | ... j/an | ... j/an | ... j/an   |
| Moyenne nationale | 1 973 h/an     | 770 mm/an | 14 j/an  | 22 j/an  | 40 j/an    |

| Mois                              | jan.  | fév.  | mars  | avril | mai   | juin | jui.  | août  | sep.  | oct.  | nov.  | déc.  | année   |
| --------------------------------- | ----- | ----- | ----- | ----- | ----- | ---- | ----- | ----- | ----- | ----- | ----- | ----- | ------- |
| Température minimale moyenne (°C) | −1,4  | −0,7  | 2,1   | 5,1   | 9,7   | 12,8 | 14,7  | 14,2  | 11    | 7,4   | 2,5   | −0,2  | 6,5     |
| Température maximale moyenne (°C) | 5,8   | 7,9   | 12,6  | 16,3  | 20,8  | 24,6 | 27,4  | 26,6  | 22    | 16,7  | 10,1  | 6,4   | 16,5    |
| Record de froid (°C)              | −19   | −14,4 | −10,3 | −4,6  | −1,4  | 2,8  | 5,4   | 5     | 1     | −4,3  | −10,8 | −13,5 | −19     |
| Record de chaleur (°C)            | 17,9  | 20,5  | 25,1  | 29,5  | 32,7  | 36,1 | 38,3  | 38,8  | 32    | 29    | 23,3  | 22,7  | 38,8    |
| Ensoleillement (h)                | 77,7  | 104,4 | 156,7 | 172,8 | 202,5 | 234  | 260,1 | 232,5 | 176,3 | 121,4 | 71,2  | 60,6  | 1 870,3 |
| Précipitations (mm)               | 102,6 | 91,5  | 100   | 92,2  | 104,2 | 94,8 | 86,6  | 91,7  | 111,8 | 122,6 | 105   | 118   | 1 221   |

### Voies de communication et transports
La commune se trouve sur l'axe de l'ex-RN 508 aujourd'hui route départementale 1508 qui se dirige au nord vers Annecy et au sud vers Albertville, via Faverges. Dans cette direction, il est possible de rejoindre Depuis la D 1508, il est possible de rejoindre Albertville située à 20 km, ville depuis laquelle on peut rejoindre l'autoroute A430 permettant de  rejoindre la combe de Savoie menant à la vallée de Maurienne ou les métropoles de Chambéry ou de Grenoble ainsi que la RN 90 qui permet de se diriger vers les stations de sports d'hiver de la vallée de la Tarentaise. En remontant vers le nord, en traversant Annecy, il est possible de rejoindre l'autoroute A41 (sortie Annecy-Sud à 26 km ou Annecy-Nord à 27 km) permettant de se rendre vers la vallée de l'Arve à l'est ou de se diriger vers Chambéry, via Aix-les-Bains à l'ouest. On peut éventuellement rejoindre l'autoroute A40, dite « Autoroute Blanche » en empruntant l'ancienne RN508 direction Frangy.
Le village est relié au reste du département et aux villes du département voisin par un service de cars journaliers assurant la liaison Annecy-Albertville par la société Philibert Transport, membre du réseau Cars Région Haute-Savoie). Il s'agit de la ligne 51 dont les autocars effectuent de façon quotidienne. L'arrêt du village se trouve dans la plaine, sur la RN 508.
À partir d'Annecy, on peut se connecter au réseau ferré de la plate-forme multimodale de la gare d'Annecy. Les aéroports les plus proches sont l'Aéroport de Lyon-Saint-Exupéry (145 km et 1 h 40) et l'Aéroport international de Genève en Suisse (70 km et 1 h).
La commune est également parcourue par une piste cyclable ou voie verte, dite du lac d'Annecy, implantée sur l'ancien tracé de chemin de fer, longeant la RD 1508, entre Annecy et Albertville, s'arrêtant pour la Haute-Savoie sur la commune de Marlens,. Le dernier tronçon reliant Giez à Marlens a été réalisé entre 2004-2005. Elle mesure 30 km de long,. Elle est gérée par le syndicat intercommunal du lac d'Annecy (SILA). Cette piste cyclable est considérée comme l'une des plus fréquentées de France. Cette ancienne ligne de chemin de fer disposait d'une halte sur la commune.
On peut se rendre également à Annecy par bateau grâce à l'une des trois liaisons journalières proposées par la Compagnie des bateaux du lac d'Annecy.

## Urbanisme

### Typologie
Au 1er janvier 2024, Giez est catégorisée commune rurale à habitat dispersé, selon la nouvelle grille communale de densité à sept niveaux définie par l'Insee en 2022.
Elle est située hors unité urbaine. Par ailleurs la commune fait partie de l'aire d'attraction d'Annecy, dont elle est une commune de la couronne,. Cette aire, qui regroupe 79 communes, est catégorisée dans les aires de 200 000 à moins de 700 000 habitants,.

### Occupation des sols
L'occupation des sols de la commune, telle qu'elle ressort de la base de données européenne d’occupation biophysique des sols Corine Land Cover (CLC), est marquée par l'importance des forêts et milieux semi-naturels (79,3 % en 2018), une proportion sensiblement équivalente à celle de 1990 (79 %). La répartition détaillée en 2018 est la suivante : 
forêts (71,1 %), milieux à végétation arbustive et/ou herbacée (8,2 %), terres arables (5,5 %), zones humides intérieures (4,1 %), zones agricoles hétérogènes (3,9 %), espaces verts artificialisés, non agricoles (3,7 %), zones urbanisées (3 %), prairies (0,6 %).
L'IGN met par ailleurs à disposition un outil en ligne permettant de comparer l’évolution dans le temps de l’occupation des sols de la commune (ou de territoires à des échelles différentes). Plusieurs époques sont accessibles sous forme de cartes ou photos aériennes : la carte de Cassini (XVIIIe siècle), la carte d'état-major (1820-1866) et la période actuelle (1950 à aujourd'hui).

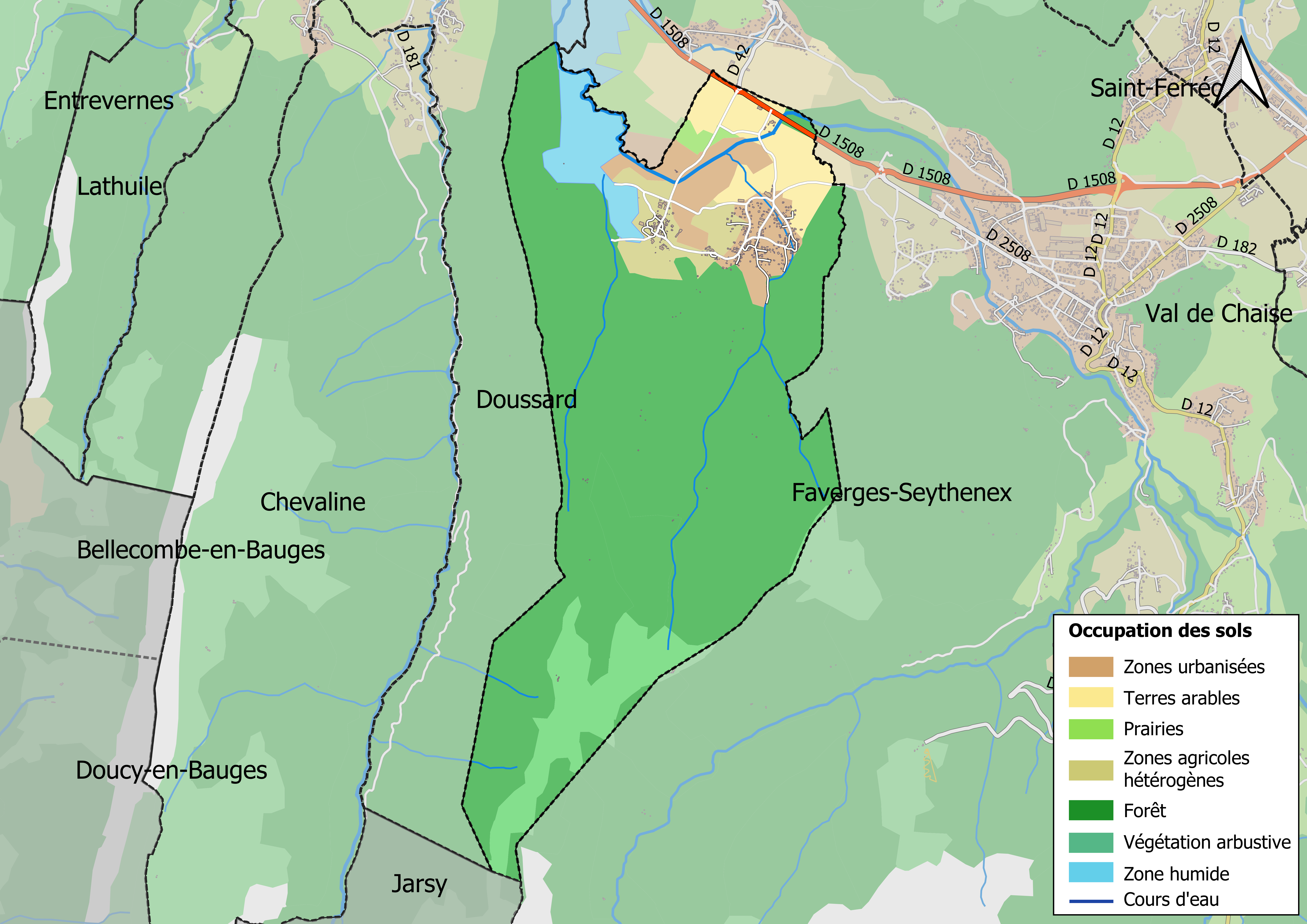
Carte des infrastructures et de l'occupation des sols en 2018 (CLC) de la commune.
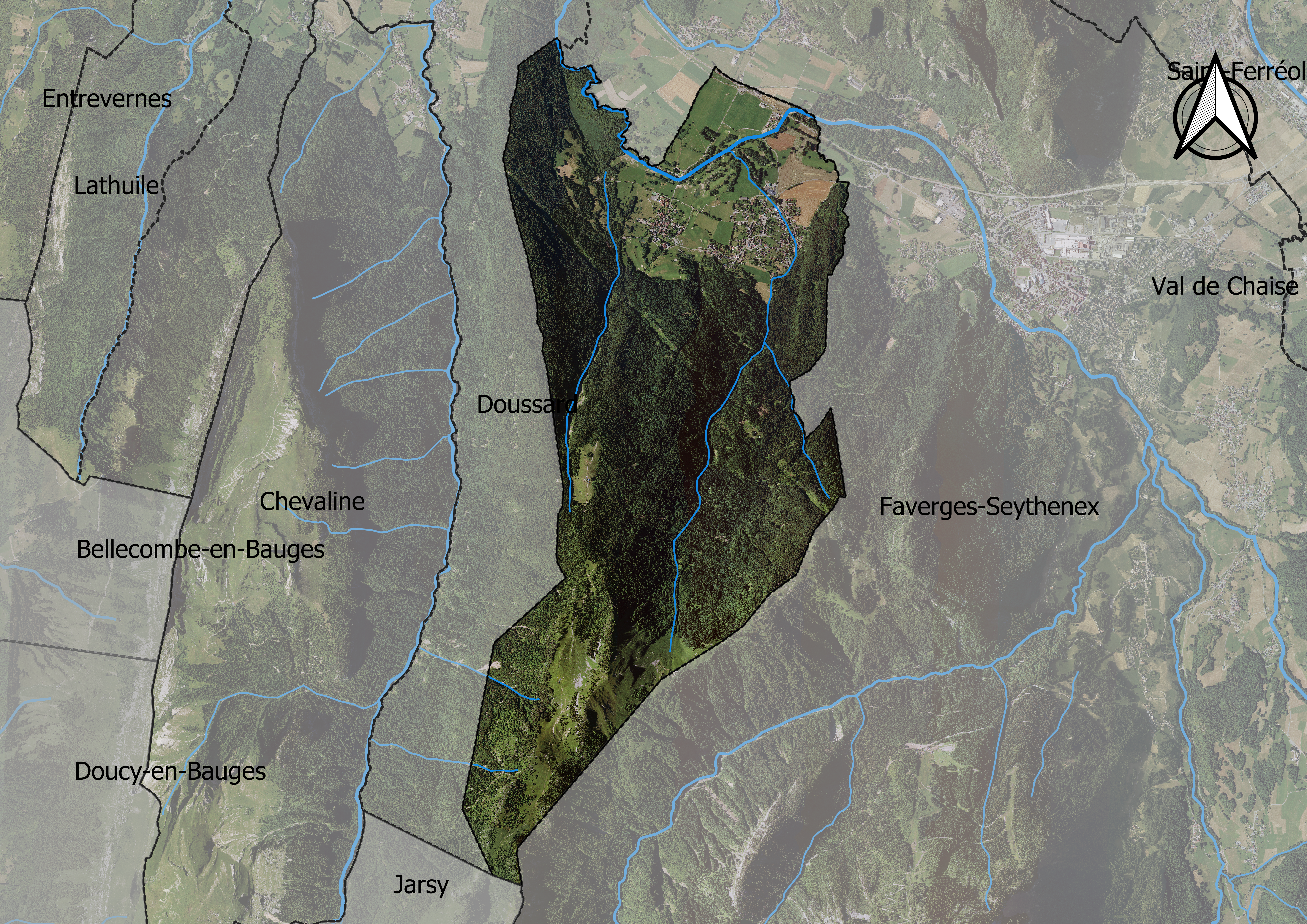
Carte orthophotogrammétrique de la commune.

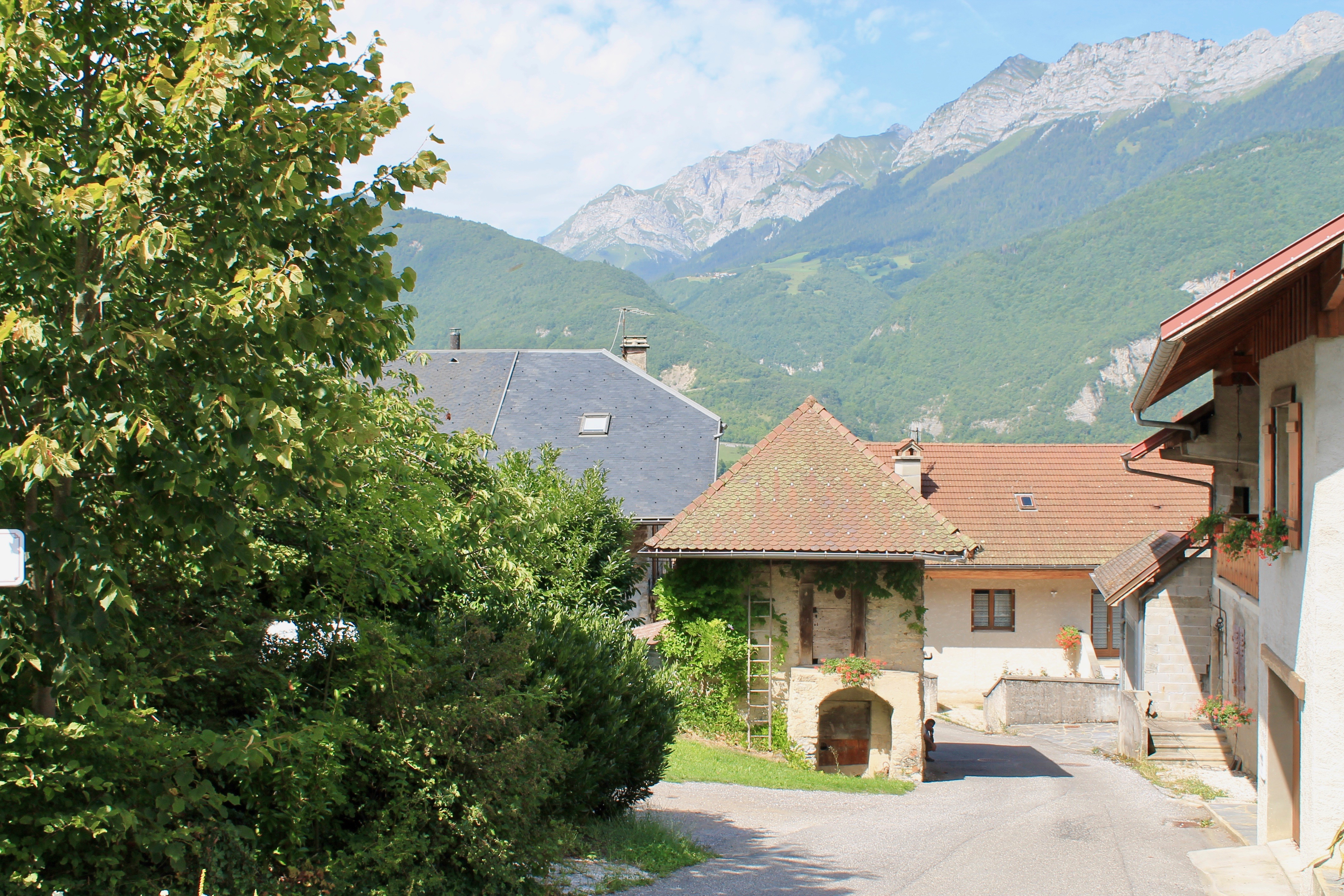
Début de la Route de Vegy, Chef-lieu.

### Morphologie urbaine
La commune se compose de plusieurs hameaux qui sont d'ouest en est Ve Gy (Vieux Giez) avec l'église, le cimetière et le château de Gye ; le Bourgeal, site de l'ancienne fruitière ; Saint-Gingolph où trouve la mairie, l'école du village ainsi qu'une chapelle ; la Crosaz et Rovagny.
En dessous du village de Ve Gy, en lien avec le développement du golf, une résidence de tourisme, le Birdie, s'est installée en 2005 avec cinq bâtiments équipés.

### Logement
En 2009, le nombre total de logements dans la commune était de 327, alors qu'il était de 208 en 1999.
Parmi ces logements, 74,0 % étaient des résidences principales, 22,0 % des résidences secondaires et 4,0 % des logements vacants. Ces logements étaient pour 62,4 % d'entre eux des maisons individuelles et pour 37,2 % des appartements.
La proportion des résidences principales, propriétés de leurs occupants était de 73,0 %, en légère hausse par rapport à 1999 (68,2 %).

## Toponyme
Les différentes mentions sont faites sous les orthographes suivantes Gy, qui est resté l'utilisation en patois, ainsi que Gyé. En francoprovençal, le nom de la commune s'écrit Zhi en graphie de Conflans.
Giez est un toponyme dérivé du mot *Gaiacum ou *Giacum d'origine gallo-romaine, issu de Gaius (Caius), propriétaire d'un domaine, avec le suffixe -acum,.

## Histoire
La plaine de Faverges semble occupée dès la période protohistorique. Le musée archéologique de Viuz-Faverges présente ainsi une hache en cuivre dite d'Englannaz, qui serait datée de la période dite « chalcolithique » (appelée aussi âge du cuivre), correspondant à la « période où un outillage, principalement en pierre, peut être complété par des objets en cuivre travaillé ».

### Antiquité
La vallée de Faverges se trouve en territoire des Allobroges qui contrôlent l'avant-pays plat, entre le Rhône et les Alpes. Les différentes fouilles ont permis la découverte d'objets de la période celtique, notamment deux fibules remontant probablement au IVe siècle av. J.-C..
Le site voisin de Viuz-Faverges accueille la mansio Casuaria et mansio/auberge d'étape équipée de thermes, sur le lieu-dit du Thovey à partir du IIe siècle av. J.-C.. Ces développements proto-urbains se trouvent sur la voie romaine secondaire reliant Turin à Genève, qui passe dans la plaine de la vallée de Faverges. Selon Charles Marteaux (1861-1956) de l'Académie florimontane, la voie romaine devait passer en dessous de Rovagny avant de traverser l'Eau Morte au niveau d'un pont à Englannaz. Aucune trace n'a pu être mise à jour en raison très probablement des rejets lors de crues.
Les habitants des différents villages de Giez, dont le nom paraît très vraisemblablement d'origine romaine, ont trouvé des traces de cette implantation romaine avec la présence de tuiles à rebord, des fondations de bâtis ou encore des poteries.
Pour la période plus tardive, la découverte de squelettes dans des tombes à dalles permettent d'attester une implantation burgonde. La Chronica Gallica de 452 cite l'installation des Burgondes dans la province de Sapaudia, correspondant peu ou prou à la Savoie actuelle,. « La 20e année du règne de Théodose la Sapudia est donnée au reste des Burgondes pour être partagée avec les indigènes. » (soit vers 443). Le territoire désignée pourrait ainsi s'identifier à la Savoie actuelle.

### Période médiévale
L'histoire de la commune est liée à la famille de très ancienne noblesse des Chevron Villette, qui possède le château de Giez, depuis 1204. Humbert de Chevron épouse la fille du seigneur de Giez, Brancie (ou Béatrix) de Giez (ou Gye). Sans descendance, Humbert épouse en secondes noces Vullierme de Villette.

### Période contemporaine
Un projet de fusion entre le chef-lieu de canton, Faverges-Seythenex (7 800 habitants) et la commune voisine de Doussard (3 500 hab.), est envisagé en 2017. Les communes voisines comme Giez ainsi que Chevaline, Lathuile, Saint-Ferréol et Val-de-Chaise sont également invitées à participer au projet.

## Politique et administration

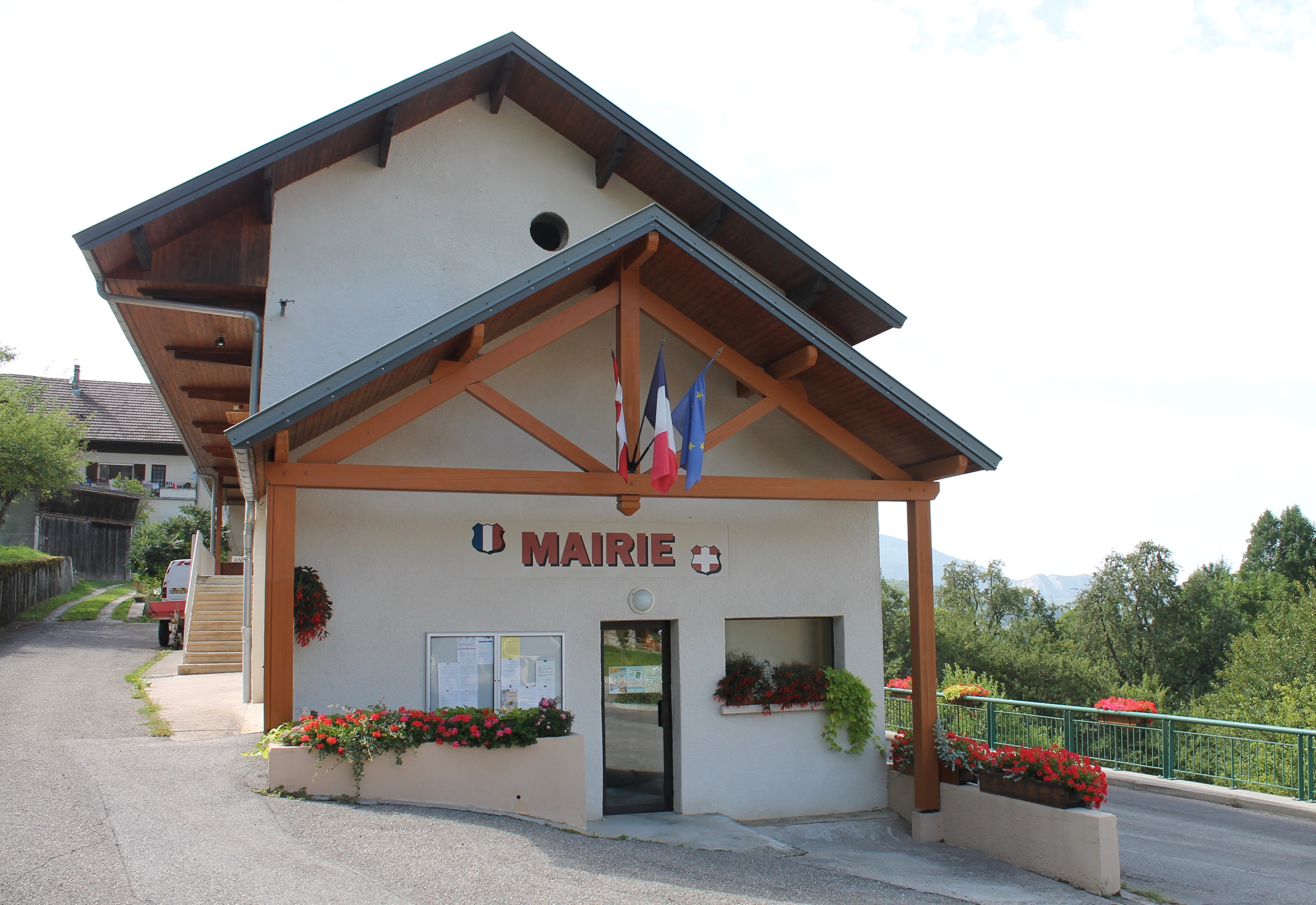
Mairie de Giez.

### Situation administrative
La commune appartient au canton de Faverges-Seythenex, qui depuis le redécoupage cantonal de 2014, est composé de 24 communes. La ville de Faverges-Seythenex en est le bureau centralisateur.
Elle est aussi membre de la communauté de communes des Sources du Lac d'Annecy (ex-CC du pays de Faverges), et qui comporte six autres communes du Pays de Faverges. Elles font suite à l'ancien SIVOM de Faverges, depuis l'an 2000.
La commune relève de l'arrondissement d'Annecy et de la deuxième circonscription de la Haute-Savoie.

### Administration municipale
Le nombre d'habitants au dernier recensement étant compris entre 500 et 1 499, le nombre de membres du conseil municipal est de 15.

### Liste des maires
| Période                                  | Période                    | Identité          | Étiquette | Qualité |
| ---------------------------------------- | -------------------------- | ----------------- | --------- | ------- |
| Les données manquantes sont à compléter. |                            |                   |           |         |
| mars 1989                                | mars 2001                  | Jean-Marie Dufour | SE        | ...     |
| mars 2001                                | mars 2008                  | Bernard Neyret    | SE        | ...     |
| mars 2008                                | 29 mars 2014               | Jean-Yves Boos    | SE        | ...     |
| 29 mars 2014                             | En cours (au 13 mars 2015) | Gérard Champange  |           | ...     |

### Jumelages
Au 13 mars 2015, Giez n'est jumelée avec aucune commune.

## Population et société
Les habitants sont appelés les Gicans. Le sobriquet en patois est Forgalus, en lien avec le développement des forges et la pratique de la sylviculture des habitants au XIXe siècle.

### Démographie
L'évolution du nombre d'habitants est connue à travers les recensements de la population effectués dans la commune depuis 1793. Pour les communes de moins de 10 000 habitants, une enquête de recensement portant sur toute la population est réalisée tous les cinq ans, les populations de référence des années intermédiaires étant quant à elles estimées par interpolation ou extrapolation. Pour la commune, le premier recensement exhaustif entrant dans le cadre du nouveau dispositif a été réalisé en 2006.

En 2022, la commune comptait 569 habitants, en évolution de +3,83 % par rapport à 2016 (Haute-Savoie : +6,01 %, France hors Mayotte : +2,11 %).
| 1793 | 1800 | 1806 | 1822 | 1838 | 1848 | 1858 | 1861 | 1866 |
| ---- | ---- | ---- | ---- | ---- | ---- | ---- | ---- | ---- |
| 380  | 474  | 530  | 522  | 611  | 624  | 480  | 474  | 470  |

| 1872 | 1876 | 1881 | 1886 | 1891 | 1896 | 1901 | 1906 | 1911 |
| ---- | ---- | ---- | ---- | ---- | ---- | ---- | ---- | ---- |
| 480  | 506  | 489  | 457  | 401  | 359  | 364  | 357  | 323  |

| 1921 | 1926 | 1931 | 1936 | 1946 | 1954 | 1962 | 1968 | 1975 |
| ---- | ---- | ---- | ---- | ---- | ---- | ---- | ---- | ---- |
| 304  | 283  | 281  | 242  | 238  | 268  | 284  | 290  | 283  |

| 1982 | 1990 | 1999 | 2006 | 2011 | 2016 | 2021 | 2022 | - |
| ---- | ---- | ---- | ---- | ---- | ---- | ---- | ---- | - |
| 344  | 341  | 446  | 527  | 554  | 548  | 554  | 569  | - |

### Enseignement
La commune de Giez est située dans l'académie de Grenoble. En 2015, elle administre une école maternelle et une école élémentaire regroupant 58 élèves.
Le collège de rattachement est le collège Jean-Lachenal, situé à Faverges. Certains élèves se rendent au collège de Saint-Jorioz ou les établissements privés du bassin annécien.
Les futurs lycéens poursuivent leurs études selon leurs options, dans l'un des lycées d'Annecy (lycée Gabriel-Fauré ou lycée professionnel Germain-Sommeiller, parfois le lycée Berthollet ou le lycée privé Saint-Michel). Certains optent toutefois pour l'un des enseignements d'établissements des villes du département savoyard voisin (lycée polyvalent René-Perrin d'Ugine ou lycée général et technologique privé Jeanne-d'Arc d'Albertville).
La ville de Faverges-Seythenex possède cependant un établissement préparant différents diplômes dans son lycée professionnel privé La Fontaine : C.A.P. (Esthétique-cosmétique, coiffure, dessinateur en communication graphique) ; B.P. (esthétique en alternance) ainsi que B.E.P. (Bio-services, carrières sanitaires et sociales, vente action marchande) ou encore Bac Pro (artisanat et métier d’arts option communication graphique, commerce, vente). On trouve également à Faverges, un institut médico-éducatif/SESSAD Guy-Yver.

### Santé
Giez appartient au « Bassin 74123 : Faverges » avec six autres communes du canton de Faverges-Seythenex. Ce bassin comptait en 2008 sept médecins généralistes installés à Faverges, en 2012, ils ne sont plus que six. La desserte médicale  est estimée en septembre 2012 à un médecin généraliste pour 1 759 habitants, pour ce bassin. Un spécialiste en ophtalmologie est présent à Faverges. D'autres services liés à la santé sont aussi implantés, des dentistes, des infirmiers, un laboratoire d'analyse, des kinésithérapeutes, ainsi que des pharmacies sont également installés dans le chef-lieu de canton.
Faverges-Seythenex possède une maison de retraite.
La commune de Giez, comme l'ensemble des communes du canton, est attachée au service d'urgences du centre hospitalier Annecy Genevois. Anciennement idéalement placé du côté des Marquisats à Annecy, sur la RD 1508, ce dernier a dès lors déménagé en 2008 du côté de Metz-Tessy, obligeant la traversée de l'agglomération. Du côté d'Albertville, dans le département voisin, on peut également avoir accès au service du centre hospitalier intercommunal Albertville-Moûtiers.

### Sports
- Golf de Giez (Practice, 9 trous, 18 trous).

### Médias

#### Radio et télévision
La commune est couverte par des antennes locales de radios dont France Bleu Pays de Savoie, ODS Radio, Radio Semnoz... Enfin, la chaîne de télévision locale TV8 Mont-Blanc diffuse des émissions sur les pays de Savoie. Régulièrement l'émission La Place du village expose la vie locale du bassin annécien. France 3 et son décrochage France 3 Alpes, peuvent parfois relater les faits de vie de la commune.

#### Presse et magazines
La presse écrite locale est représentée par des titres comme Le Dauphiné libéré, L'Essor savoyard, Le Messager - édition Genevois, le Courrier savoyard.

### Cultes
L'ancienne paroisse de Giez était dédiée à saint Barthélémy. La commune est désormais intégrée à la paroisse Saint-Joseph en pays de Faverges, qui fait partie du doyenné de la Tournette, dont le siège se trouve à Faverges. Elle se trouve dans le diocèse d'Annecy. Le culte catholique est célébré à Giez dans l'église Saint-Bathélémy.

## Économie

### Revenus de la population et fiscalité
En 2011, le revenu fiscal médian par ménage était de 35 207 €, ce qui plaçait Giez au 7 522e rang parmi les 31 886 communes de plus de 49 ménages en métropole. En 2011, 34,9 % des foyers fiscaux n'étaient pas imposables. Les indicateurs de revenus et de fiscalité communaux et dans l'ensemble de la Haute-Savoie, en 2011, sont présentés dans le tableau ci-après, :
|                                                                             | Giez   | Haute-Savoie |
| --------------------------------------------------------------------------- | ------ | ------------ |
| Revenu net déclaré par foyer fiscal (en €)                                  | 29 649 | 32 107       |
| Part des foyers fiscaux imposables sur l'ensemble des foyers fiscaux (en %) | 65,1   | 62,3         |

Si le revenu net déclaré par foyer gican est inférieur à celui de la moyenne départementale, la proportion de foyers imposables est légèrement supérieur (+ 2,8 points).

### Emploi
En 2009, la population âgée de 15 à 64 ans s'élevait à 376 personnes, parmi lesquelles on comptait 76,6 % d'actifs dont 71,2 % ayant un emploi et 5,4 % de chômeurs.
On comptait 94 emplois dans la zone d'emploi, contre 65 en 1999. Le nombre d'actifs ayant un emploi résidant dans la zone d'emploi étant de 269, l'indicateur de concentration d'emploi est de 35,2 %, ce qui signifie que la zone d'emploi offre un emploi pour trois habitants actifs.

### Tissu économique
Giez est une ancienne commune rurale, mais aussi proto-industrielle au cours du XIXe siècle. Aujourd'hui, la part de population dans les activités agricoles est devenue infime, mis à part le secteur sylvicole, tandis que le commerce et les services, dont le tourisme, sont majoritaires. Au 31 décembre 2012, Giez comptait 114 établissements : 7 dans l’agriculture-sylviculture-pêche, 6 dans l'industrie, 6 dans la construction, 88 dans le commerce-transports-services divers et 13 étaient relatifs au secteur administratif. Le tableau ci-dessous détaille le nombre d'entreprises implantées selon leur secteur d'activité et le nombre de leurs salariés en 2012 :
|                                                              | Total | %     | 0 salarié | 1 à 9 salariés | 10 à 19 salariés | 20 à 49 salariés | 50 salariés ou plus |
| ------------------------------------------------------------ | ----- | ----- | --------- | -------------- | ---------------- | ---------------- | ------------------- |
| Ensemble                                                     | 114   | 100,0 | 98        | 12             | 4                | 0                | 0                   |
| Agriculture, sylviculture et pêche                           | 7     | 6,1   | 6         | 1              | 0                | 0                | 0                   |
| Industrie                                                    | 6     | 5,3   | 2         | 2              | 2                | 0                | 0                   |
| Construction                                                 | 6     | 5,3   | 6         | 0              | 0                | 0                | 0                   |
| Commerce, transports, services divers                        | 88    | 77,2  | 79        | 7              | 2                | 0                | 0                   |
| dont commerce et réparation automobile                       | 13    | 11,4  | 11        | 1              | 1                | 0                | 0                   |
| Administration publique, enseignement, santé, action sociale | 7     | 6,1   | 5         | 2              | 0                | 0                | 0                   |
| Champ : ensemble des activités.                              |       |       |           |                |                  |                  |                     |

En 2013, 8 entreprises ont été créées à Giez.

#### Activités agricoles
Le tableau ci-dessous présente les principales caractéristiques des exploitations agricoles de Giez, observées sur une période de 22 ans :
|                                    | 1988 | 2000 | 2010 |
| ---------------------------------- | ---- | ---- | ---- |
| Nombre d’exploitations             | 5    | 4    | 1    |
| Équivalent Unité de travail annuel | 6    | 2    | 2    |
| Surface Agricole Utile (SAU) (ha)  | 243  | 123  | 120  |
| Cheptel (nombre de têtes)          | 163  | 125  | 128  |
| Terres labourables (ha)            | 60   | s    | s    |

#### Tourisme

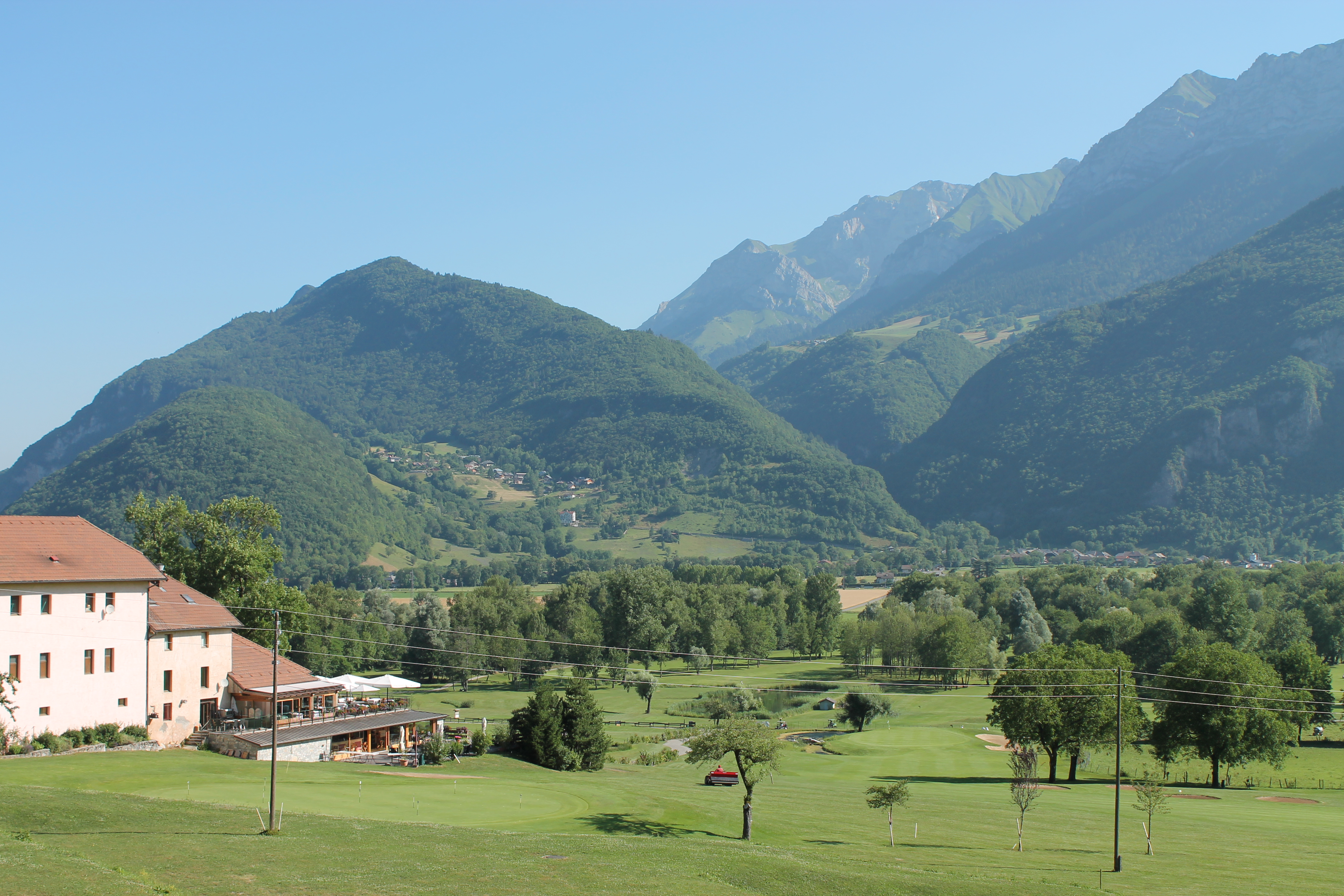
Vue du club-house du Golf de Giez, ancien bâtiment industriel de la commune.

Le pays de Faverges et la commune de Giez sont tournés vers le tourisme avec notamment la présence du lac d'Annecy, les stations de ski de La Sambuy-Seythenex, du Val de Tamié et de Montmin ainsi que l'exploitation du riche patrimoine local (musées, châteaux, etc.). Giez dispose surtout d'un golf, présentant deux parcours.
La promotion touristique du pays de Faverges et de la commune se fait par l'intermédiaire de l'office du tourisme de la communauté de communes, « Sources du lac d’Annecy ». L'office de tourisme cantonal, mis en place dans les années 1980, est installé dans l'ancienne mairie de la ville de Faverges.
Le territoire permet une offre touristique variée avec une cinquantaine d’établissements sur l'ensemble du territoire de la communauté de communes, soit environ 12 300 lits touristiques (dont 50 % en campings - hôtellerie de plein air). La capacité de la commune, estimée par l'organisme Savoie Mont Blanc en 2014, est de 60 lits touristiques répartis dans 750 structures (62 lits en 1995). Il s'agit d'une offre constituée de 5 meublés et d'une résidence de tourisme.

## Culture locale et patrimoine

### Lieux et monuments

Patrimoine du village de Giez
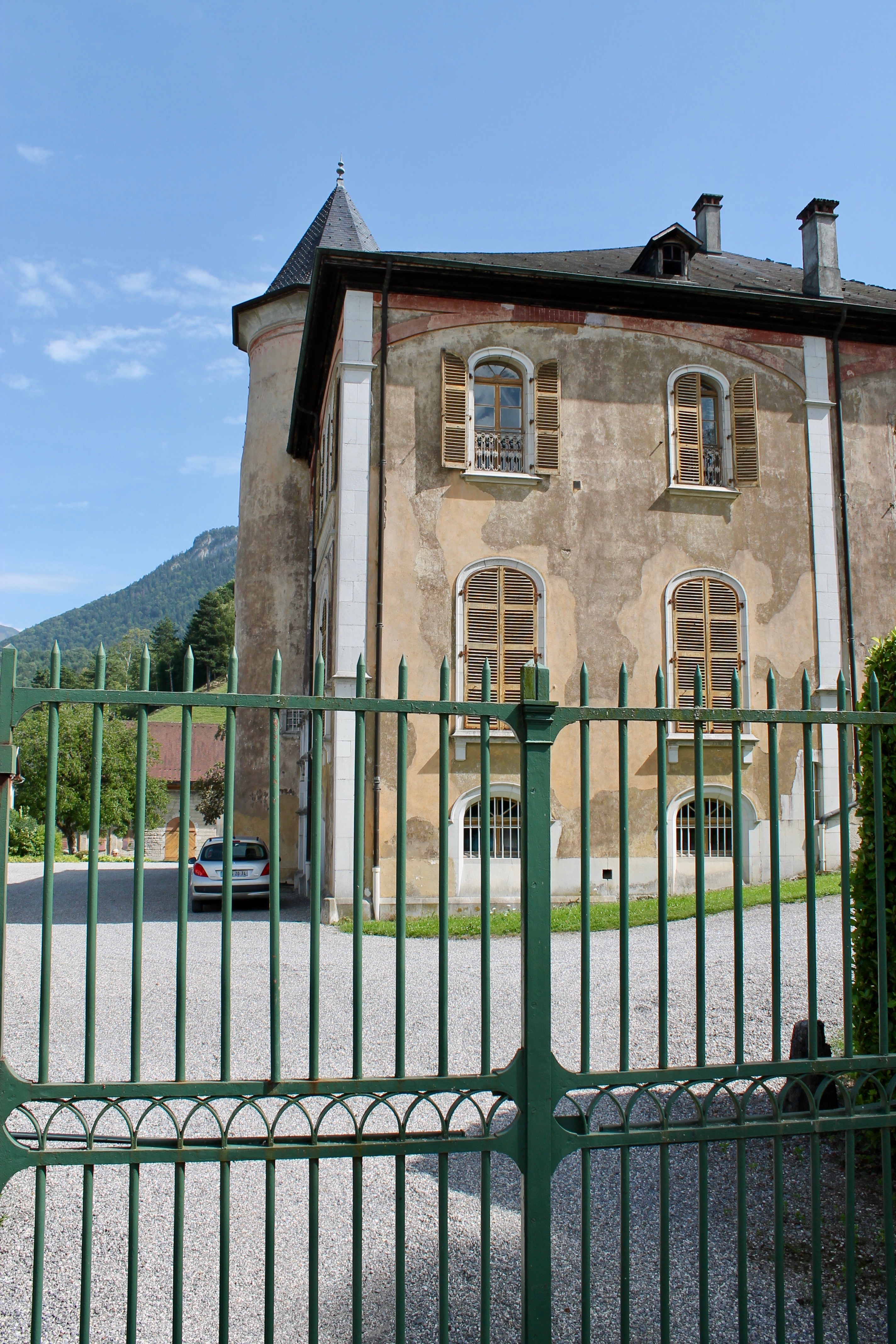
Vue du château de Gye.
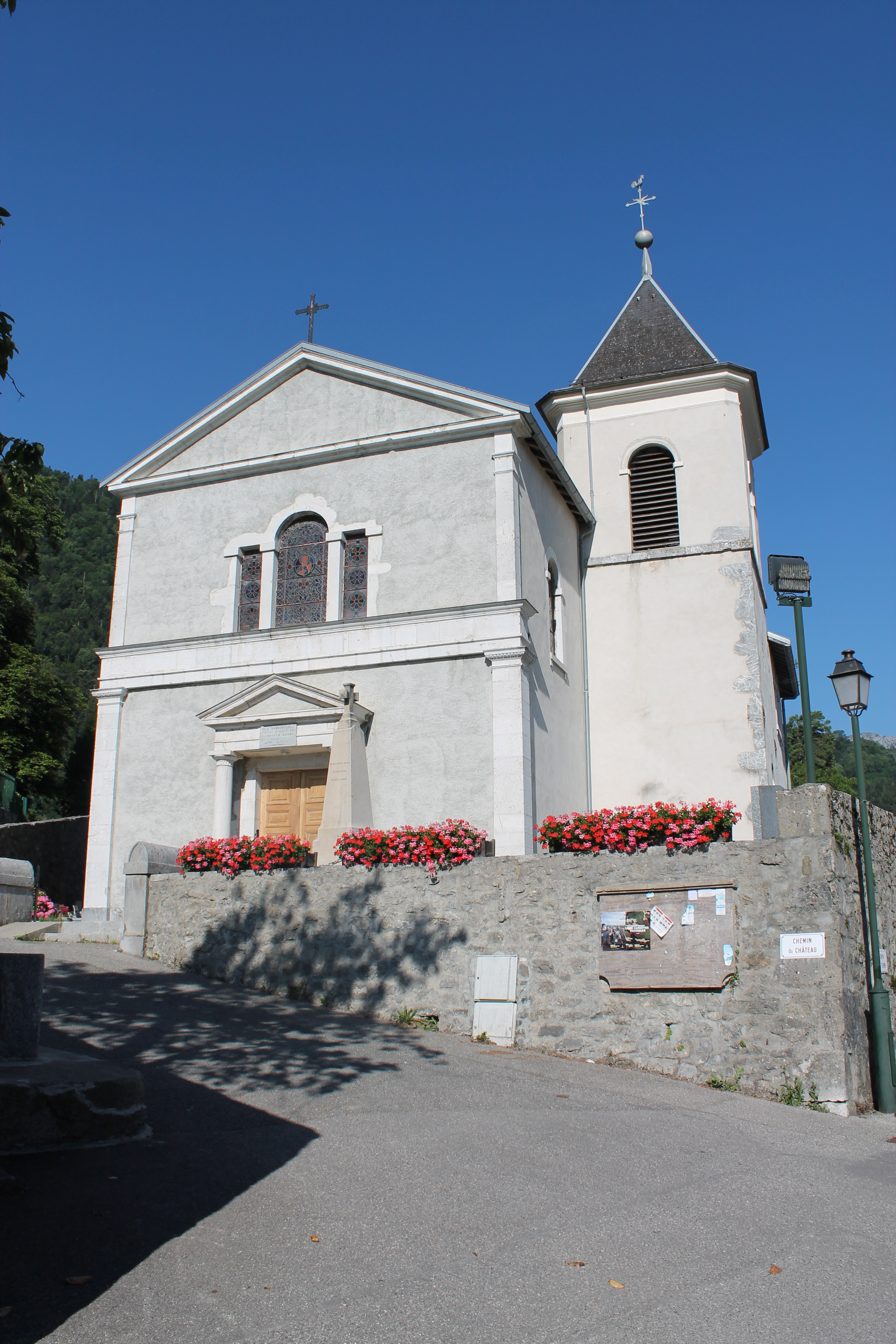
Vue de l'église Saint-Barthélémy.
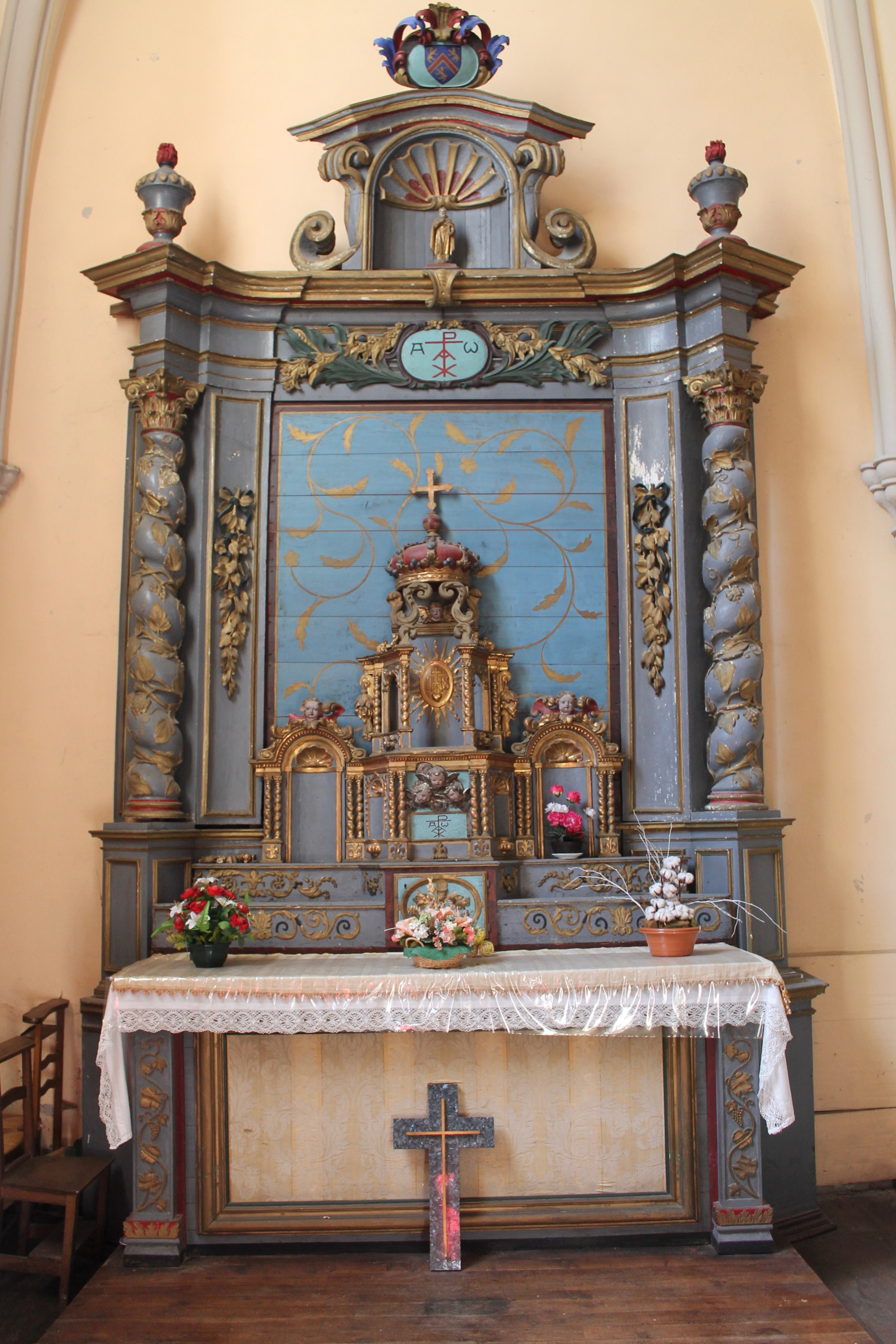
Retable de la chapelle de la famille de Chevron-Villette.
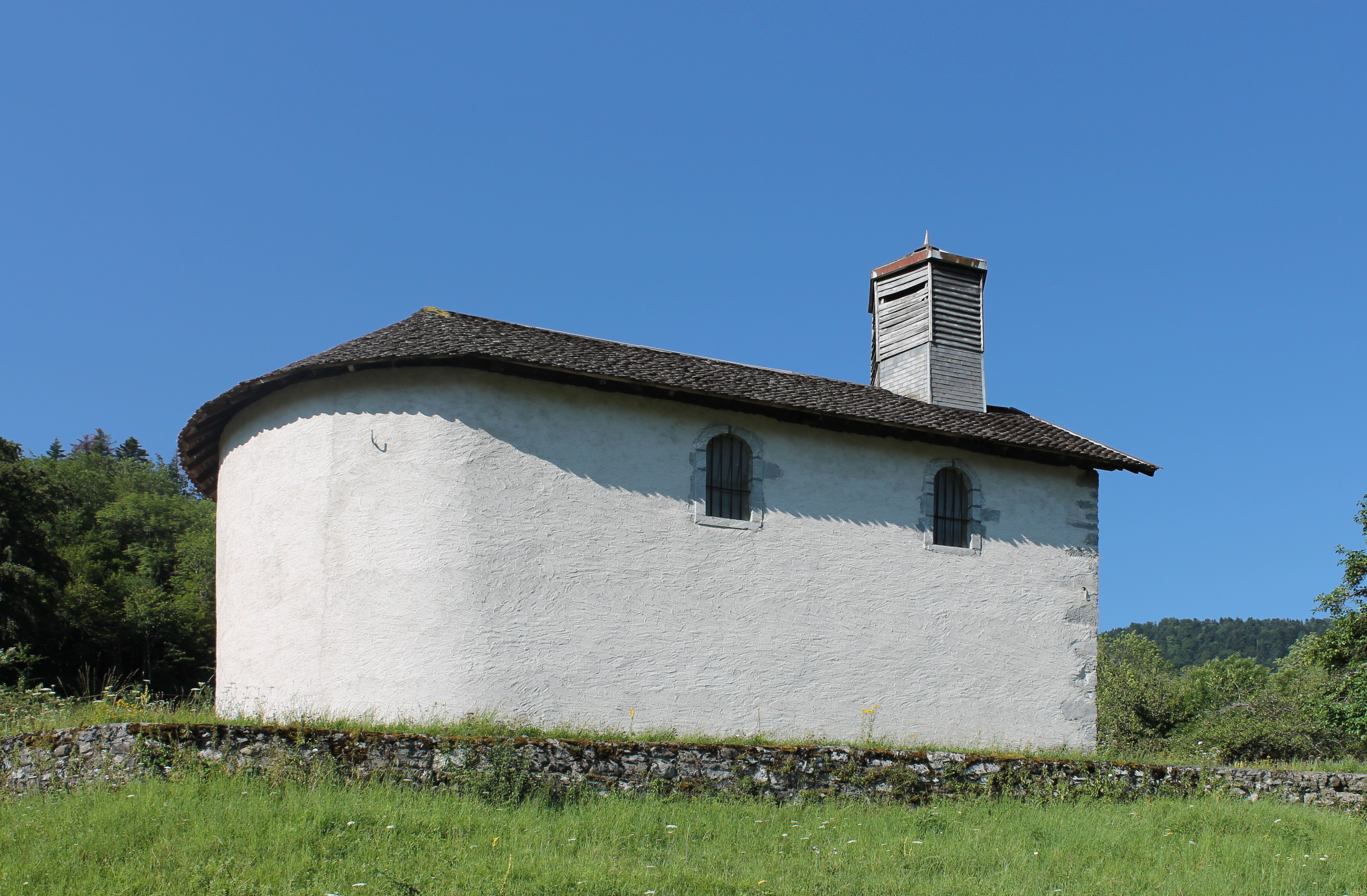
Vue de la chapelle de Saint-Gingolf.
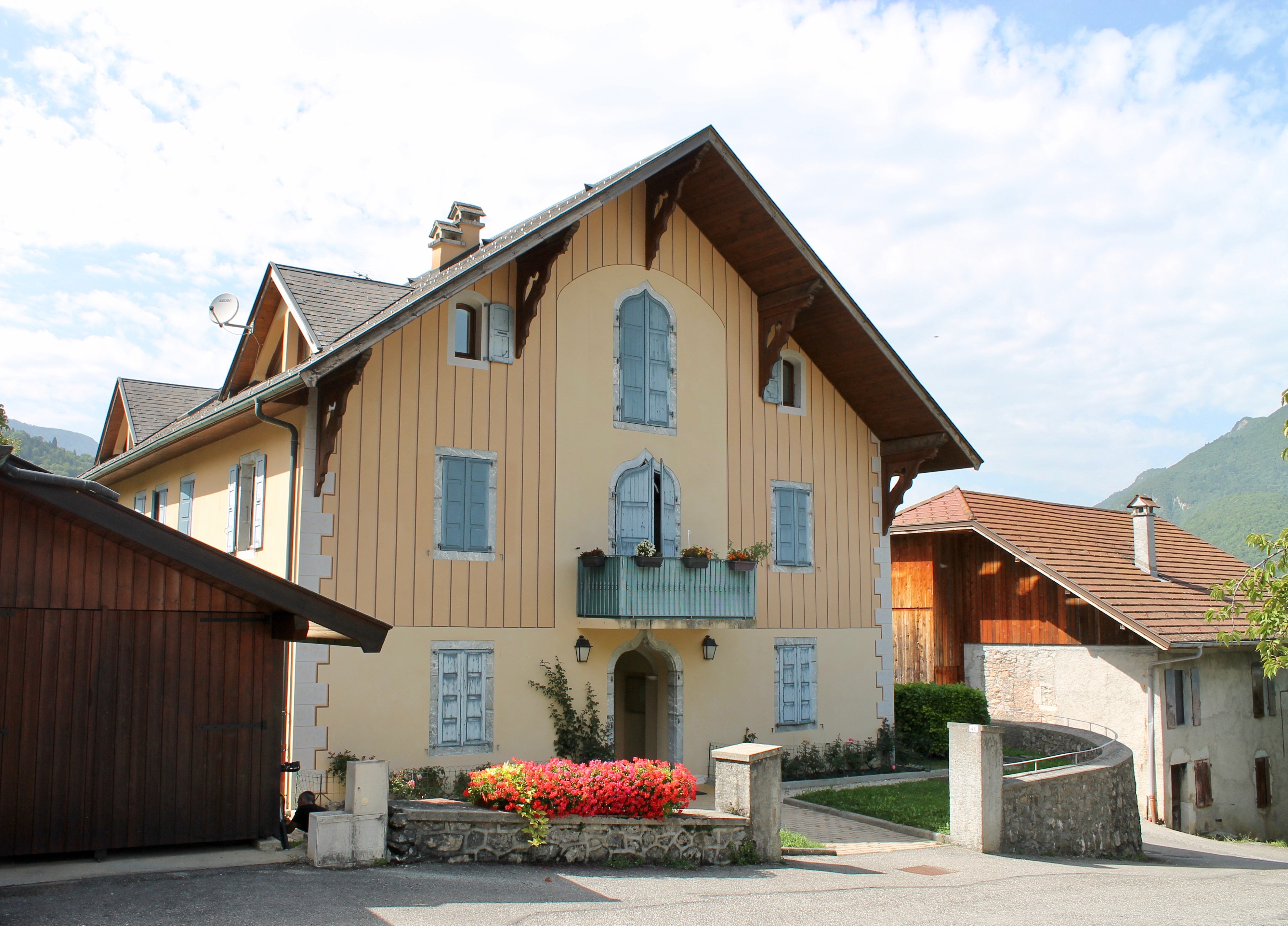
Cure de Giez (XIXe siècle), réhabilitée en logements.

#### Monuments remarquables
La commune compte un monument répertorié à l'inventaire des monuments historiques, mais aucun répertorié à l'inventaire général du patrimoine culturel. Les différents édifices religieux possèdent dix-neuf objets répertoriés à l'inventaire des monuments historiques et aucun objet à l'inventaire général du patrimoine culturel.
Le château de Giez est possédé, depuis 1204, par la famille noble Chevron Villette. C'est une maison forte médiévale agrandie au XVIe siècle, transformée dans la seconde moitié du XIXe siècle, à laquelle a été ajoutée une ferme au XVIIe siècle ; elle est inscrite à l'inventaire des monuments historiques depuis le 22 août 1996.

#### Autres monuments

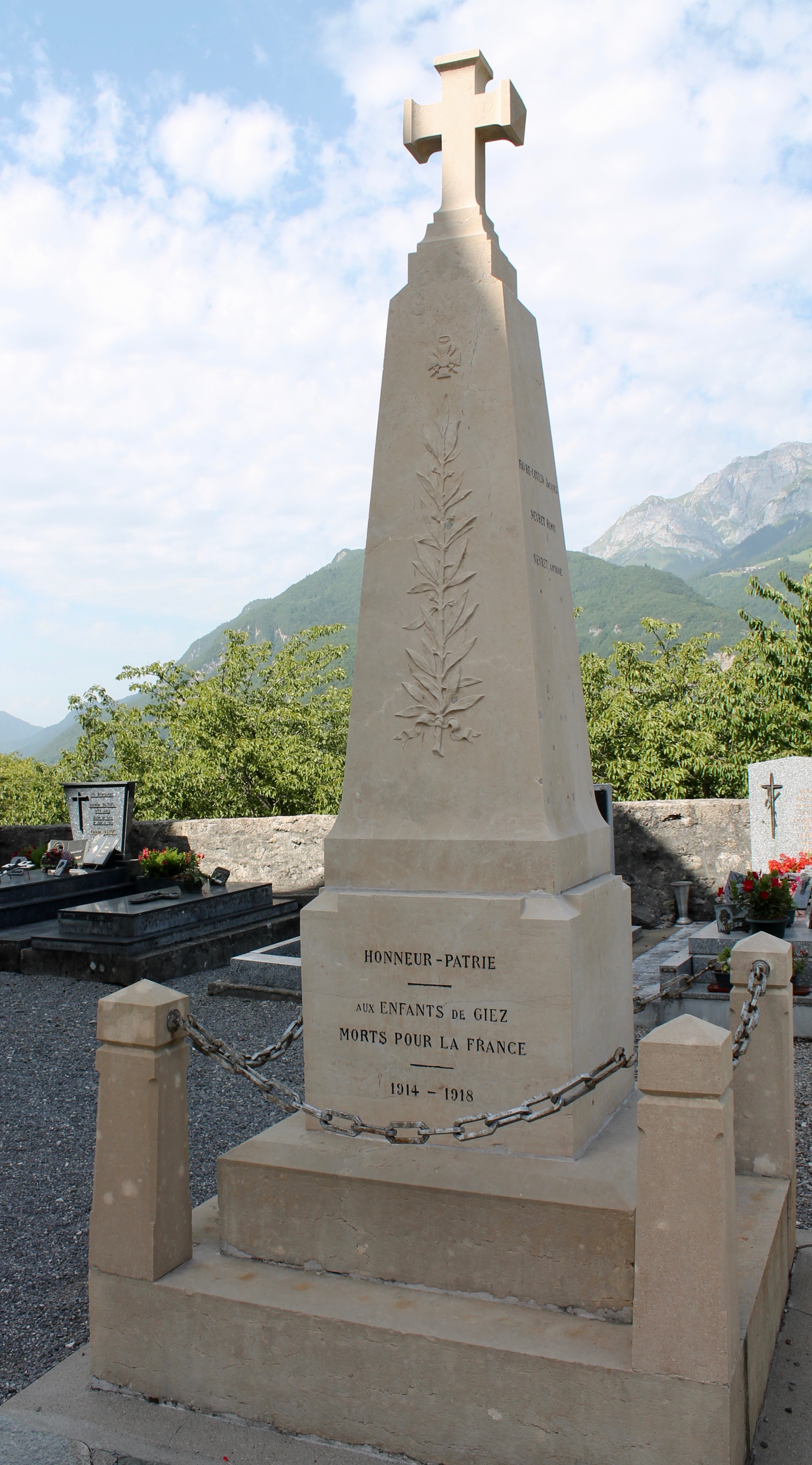
Monument aux Morts.

La commune possède un patrimoine religieux :
- Église Saint-Barthélémy, de style néo-classique sarde (1842-1845) selon les plans de l'architecte Camille Ruphy[57]., consacrée en 1847 par Mgr Louis Rendu[58]. Plusieurs objets sont répertoriés à l'inventaire des monuments historiques, notamment le retable de la famille de Chevron-Villette installé dans la chapelle familiale[54].
- Chapelle dédiée à saint Gangolf d'Avallon[59] (aujourd'hui désaffectée), où l'on se rendait pour implorer la pluie[60].

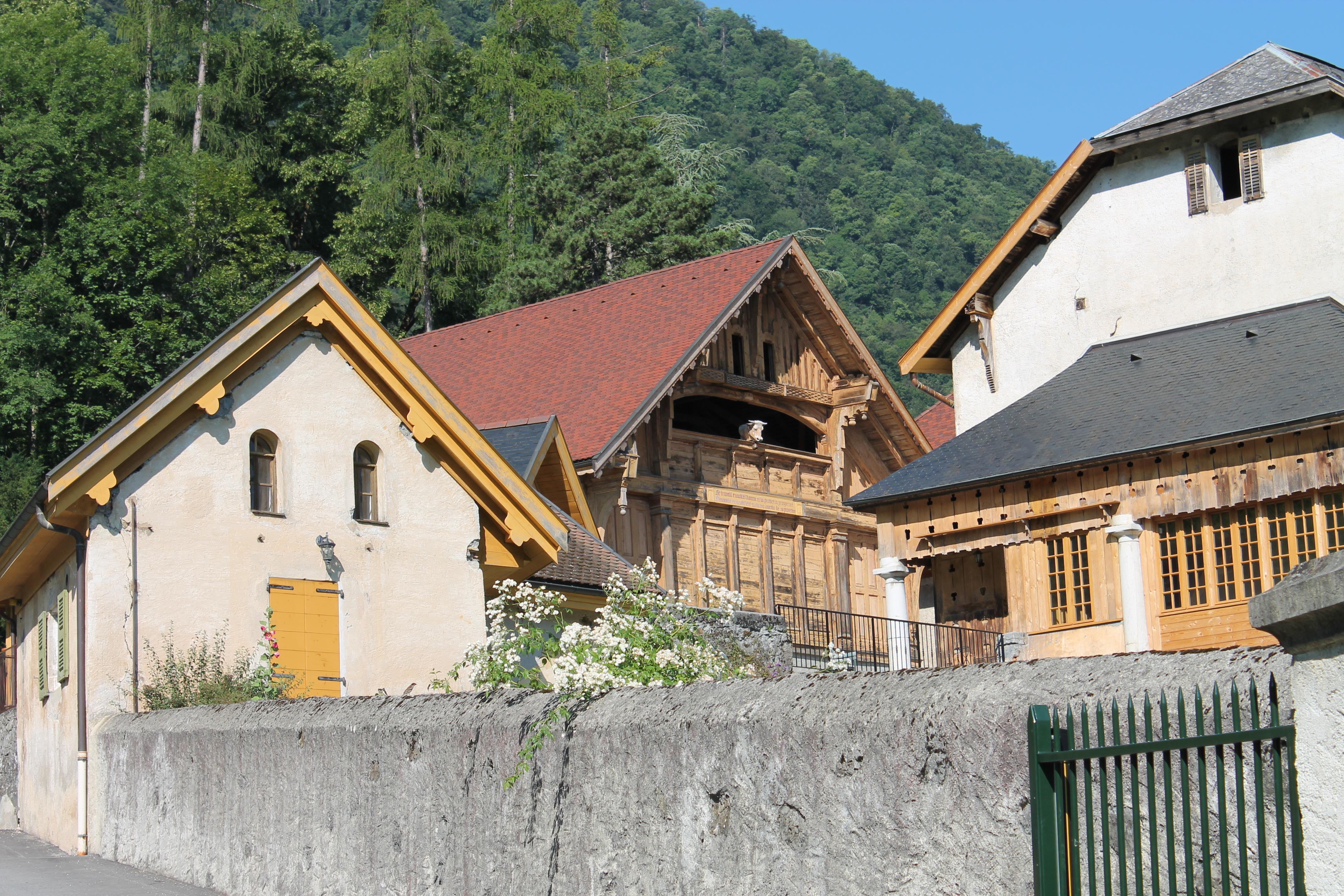
Vue de la Ferme de Gy (XVIIe siècle).

La commune possède par ailleurs un petit patrimoine hérité de son passé agro-pastoral qui a fait l'objet d'études par la direction de la Culture de la région Auvergne-Rhône-Alpes dans sa série « Les dossiers de l'inventaire » (Études sur le patrimoine) :
- la « Ferme de Gy » (XVIIe siècle). Ancienne ferme du château, membre de l'association La Demeure historique ;
- les moulins de Rovagny, devenus la scierie Paget (aujourd'hui maison d'habitation)[DI 1] ;
- les moulins Favre, devenus scierie de Rovagny[DI 2] ;
- la scierie Doucet dite également battoir Doucet est devenue aujourd'hui une maison d'habitation[DI 3] ;
- le long bâtiment, construit par le comte Théophile de Chevron Villette afin d'accueillir un martinet ou haut-fourneau, est devenu au cours du temps les Usines Royales, puis une usine textile dite « Usines Gourd Croisat Dubost et Cie », ensuite une soierie, et aujourd'hui le club-house du golf de Giez avec un restaurant[DI 4].

### Patrimoine naturel
Les « marais de Giez » sont inscrits dans les « espaces protégés et gérés » depuis 1990 et intégrés au site Natura 2000 de la « Cluse du lac d'Annecy », reconnu par l'Inventaire national du patrimoine naturel (INPN),,.
La commune possède par ailleurs quatre espaces classés zone naturelle d'intérêt écologique, faunistique et floristique (ZNIEFF) avec les « Marais de Giez », les versants de la commune appartenant aux « Massifs orientaux des Bauges », les « Bois de Pré Poirier et du Pré Lamy » et  l'« Ensemble fonctionnel formé par le lac d'Annecy et ses annexes » (notamment le nombre d'espèces d'odonates).
La commune a adhéré tardivement au Parc naturel régional du massif des Bauges, étant pendant plusieurs années une enclave dans ce territoire.

### Personnalités liées à la commune
- Maison de Chevron Villette.
- Théophile-Sébastien Neyret (1802 à Giez - 1862 à Kamptee, Inde). Missionnaire, pro-vicaire, évêque in partibus d'Olena (de) et vicaire apostolique de Visakhapatnam[62].

### Héraldique
| Armes de Giez | Les armes de Giez se blasonnent ainsi : De gueules à la croix d'argent cantonné au premier d'un croissant versé en barre du même.[réf. nécessaire] |